# Isenjaure
Isenjaure är en sjö i Bergs kommun i Härjedalen och ingår i Glommas huvudavrinningsområde. Sjön har en area på 0,346 kvadratkilometer och ligger 1 163,9 meter över havet.

## Delavrinningsområde
Isenjaure ingår i det delavrinningsområde (697035-131528) som SMHI kallar för Utloppet av Isenjaure. Medelhöjden är 1 274 meter över havet och ytan är 9,33 kvadratkilometer. Det finns inga avrinningsområden uppströms utan avrinningsområdet är högsta punkten. Vattendraget som avvattnar avrinningsområdet har biflödesordning 3, vilket innebär att vattnet flödar genom totalt 3 vattendrag innan det når havet efter 19 kilometer. Avrinningsområdet består mestadels av kalfjäll (96 procent). Avrinningsområdet har 0,34 kvadratkilometer vattenytor vilket ger det en sjöprocent på 3,7 procent.